# 大高城

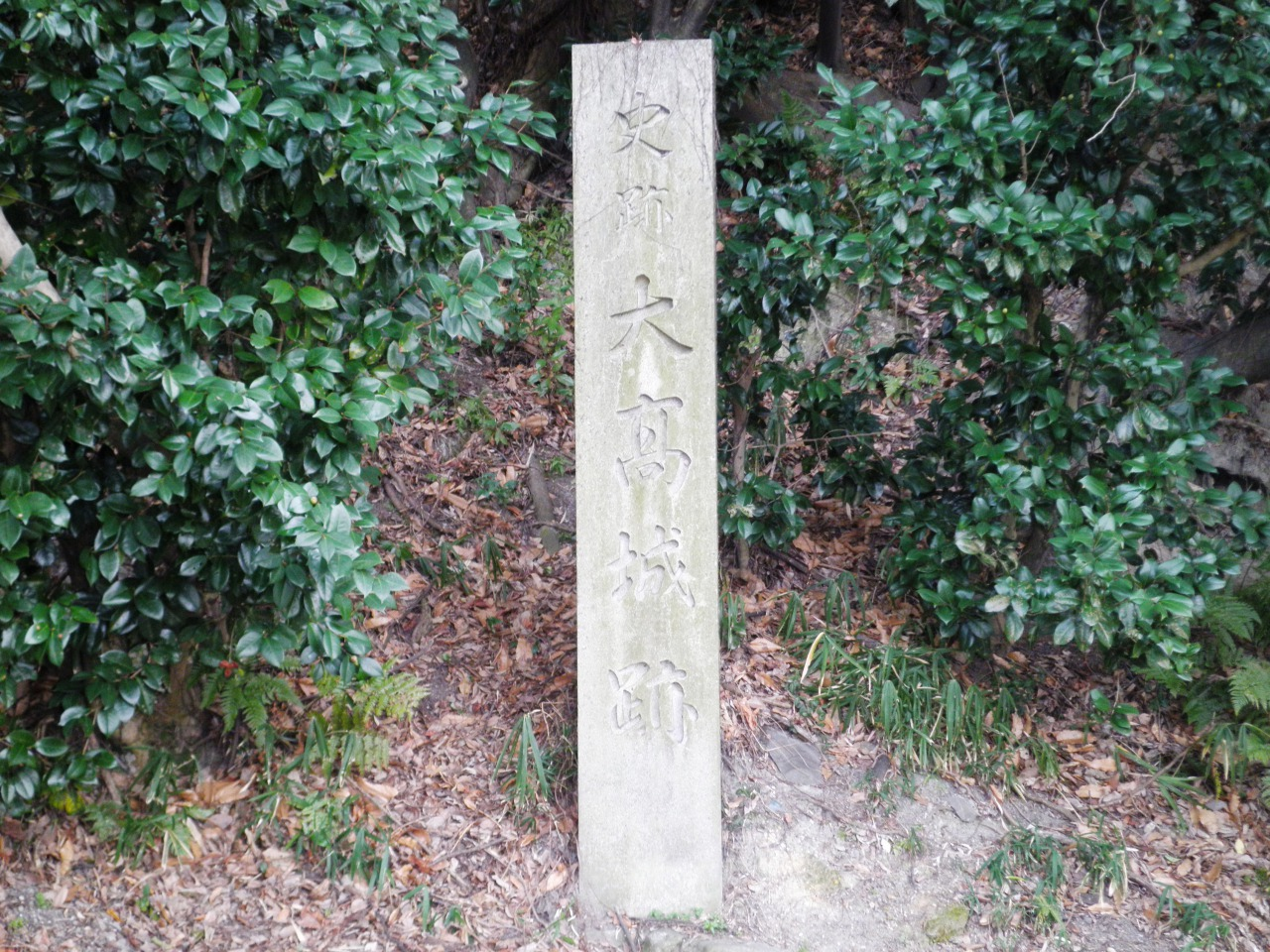
史跡大高城址の碑

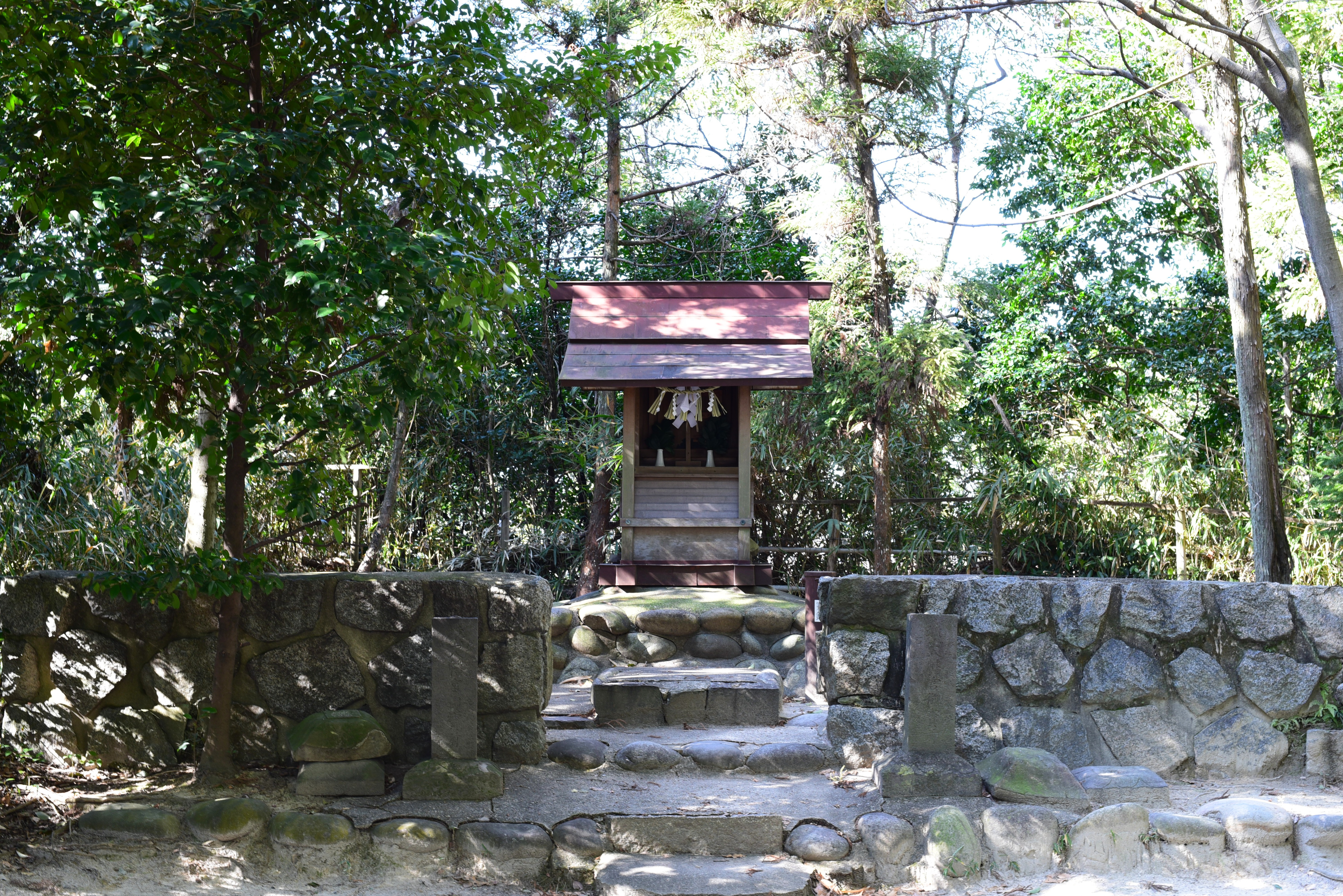
城山八幡社

大高城（おおだかじょう）は、尾張国知多郡大高村（現在の名古屋市緑区大高町）にあった日本の城。

## 概要
桶狭間の戦いの前哨戦として、当時今川義元の配下であった松平元康（後の徳川家康）が「兵糧入れ」をおこなったことで名高い。現在は国の史跡に指定され、公園として整備されている。

## 歴史
築城年代ははっきりしないが、土岐頼康が尾張守であった南北朝期には池田頼忠が城主を務め、永正年代には花井備中守や、水野為善とその息子の忠守が居城したことが伝えられている（為善については異説もある。また忠守は水野忠政の息子の水野忠守とは別人）。
天文年間も引き続き水野氏が治めたが、織田信秀の支配下にあった。天文17年（1548年）、今川義元の命で野々山政兼がこの城を攻めたが、落とすことができず政兼は戦死する。 
しかし信秀の死後、息子の織田信長から離反した鳴海城主の山口教継の調略で、大高城は沓掛城とともに今川方の手に落ちる。この脅威に対して信長は「丸根砦」と「鷲津砦」を築き、大高城に圧力を加える。永禄2年（1559年）、朝比奈輝勝が義元の命をうけ大高城の守りに入る。
翌永禄3年（1560年）には、大高城の包囲を破りそのまま鵜殿長照が守備についた。5月18日（6月11日）夜には、大高城に松平元康が兵糧を届け、長照に代わり元康が城の守備についた。やがて信長の攻撃による義元の死（桶狭間の戦い）を確認した元康は岡崎城に引き下がったため、大高城は再び織田家の領土となった（ただしもっと早く、永禄元年（1558年）に元康の「兵糧入れ」が行われたと記す史書もある。また、永禄2年（1559年）とする史書もある。その史書の記述が間違いである可能性もあるが、大高城が今川方に落ちた直後にも元康が兵糧入れを行ったのではないか、と考える研究者もいる）。
まもなく廃城となったが、尾張藩家老の志水家が、元和2年（1616年）にここに館を設けてから代々住むようになった。この館も明治3年（1870年）に売却された。

## 現在
昭和13年（1938年）に国の史跡に指定され、現在は「大高城址公園」として整備されている。かつては二重の堀が張り巡らせてあったというが、現存する主な遺構は、本丸及び二の丸の曲輪跡、それらの間に存在する土橋と空堀などである。また本丸隅の一段高くなった区画には城山八幡社と、明治40年（1907年）に建てられた城址碑がある。近辺には、弘治2年（1556年）に大高城主水野大膳が父の水野忠氏（和泉守、籐九郎近守）を弔うために建てた曹洞宗寺院、春江院がある。

## 遺構
- 「史跡 大高城跡」石碑 - 城跡入口に設置。後ろは林で特に遺構はない。
- 登り口 - 左手に土塁が残る。
- 二の丸跡 - 鷲津砦と丸根砦が遠望できる。
- 本丸跡 - 緑林公園となっている。地面は芝・草・落葉に覆われ土塁のような痕跡はない。春は桜が咲く。
- 曲輪 - 二の丸から降りた所にある。

## 支城・近隣施設
- 丸根砦跡 - 石碑と案内板。桶狭間の戦いの前哨戦が行なわれた。
- 鷲津砦跡 - 同上。

## 交通
- JR東海道本線 大高駅より南西へ徒歩で約10分。
- 駐車場がなく、道が細いので注意。